# Maria Eristavi
Maria Eristavi (en georgiano: მერი ერისთავი) fue una aristócrata georgiana, ícono de la moda y una de las primeras modelos de Coco Chanel. Ocupó una posición respetable en la alta sociedad georgiana, así como en la corte imperial rusa durante las últimas décadas de su existencia. A veces se cree que María fue el enamoramiento desesperado de Galaktion Tabidze, uno de los principales poetas georgianos de la época.